# Shane Canterbury
Shane Canterbury (Pingeon Forge, 6 dicembre 1985) è un wrestler statunitense.
È stato sotto contratto con la WWE e militava nella federazione di sviluppo, la Florida Championship Wrestling, dove ha debuttato nel 2010. È un wrestler di seconda generazione: infatti, egli è figlio di Mark Canterbury.

## Carriera

### WWE (2010-2011)

#### Florida Championship Wrestling (2010-2011)
Nel 2010, Canterbury firma un contratto di sviluppo con la WWE e viene mandato in FCW dove fa il suo debutto come bodyguard della General Manager Maxine. Debutta sul ring il 21 settembre 2010, perdendo in un 8-man tag team match in squadra con Ron Myers, Kenny Li e Cable Jones contro Bobby Dutch, Conrad Tanner, Titus O'Neil e James Bronson. Il 2 dicembre 2010, combatte in un 10-man tag team match, vincendo insieme a Matt Clements, Kenny Li, Chimaera e Husky Harris contro Big E Langston, James Bronson, Kevin Hackman, Roman Leakee e Darren Young. Il 2 febbraio 2011, viene sconfitto da Bo Rotundo. Nei tapings FCW del 3 marzo, Buck Dixon perde un 6-man tag team match insieme a DT Porter e Kenny Li contro Big E Langston, Kenneth Cameron e Rick Vaughn mentre in quelli dell'11 aprile, lui e Erick Rowan, sconfiggono DT Porter e DeSean Bishop.
Il 13 giugno la WWE annuncia il licenziamento di Buck Dixon.

## Vita privata
Canterbury è figlio di Mark Canterbury, meglio noto nel mondo del wrestling con il nome di Henry O. Godwinn. Canterbury aveva anche un fratello, Jordan Canterbury, nato nel 1988, che morì nel 2003, a soli 15 anni, colpito da un colpo di pistola alla testa sparato accidentalmente da un compagno di classe.